# Nukutusjärvi
Nukutusjärvi är en sjö i Kiruna kommun i Lappland och ingår i Torneälvens huvudavrinningsområde. Sjön har en area på 0,0767 kvadratkilometer och ligger 453 meter över havet. Sjön avvattnas av vattendraget Tuollujoki.

## Delavrinningsområde
Nukutusjärvi ingår i det delavrinningsområde (753525-169351) som SMHI kallar för Mynnar i Luossajoki. Medelhöjden är 467 meter över havet och ytan är 37,88 kvadratkilometer. Det finns inga avrinningsområden uppströms utan avrinningsområdet är högsta punkten. Tuollujoki som avvattnar avrinningsområdet har biflödesordning 3, vilket innebär att vattnet flödar genom totalt 3 vattendrag innan det når havet efter 378 kilometer. Avrinningsområdet består mestadels av skog (64 procent) och sankmarker (25 procent). Avrinningsområdet har 0,6 kvadratkilometer vattenytor vilket ger det en sjöprocent på 1,6 procent. Bebyggelsen i området täcker en yta av 1,21 kvadratkilometer eller 3 procent av avrinningsområdet.